# تاسيفت
تاسيفت هي قرية أمازيغية جبلية مغربية شمال المملكة. تنتمي تاسيفت لإقليم شفشاون. تضم هذه الجماعة القروية 8.139 نسمة والمركز يضم 5.043 نسمة فقط (إحصاء 2004).